# نسوية مورمونية
النسوية المورمونية هي حركة اجتماعية دينية نسوية تهتم بدور المرأة داخل المورمونية. تنادي النسويات المورمونيات عمومًا بالاعتراف الأكثر أهمية بالأم السماوية وسيامة المرأة والمساواة الجندرية، والعدالة الاجتماعية المستندة إلى اللاهوت المورموني والتاريخ. تدعو النسوية المورمونية إلى مزيد من التمثيل والحضور للمرأة بالإضافة إلى المزيد من الأدوار القيادية للمرأة داخل الهيكل الهرمي للكنيسة. تشجع أيضًا على تعزيز المواقف الثقافية الصحية فيما يتعلق بالنساء والفتيات. للشكل الحديث من الحركة جذور تعود إلى تأسيس المورمونية، بما في ذلك العملية المستقلة إلى حد كبير لجمعية الإغاثة النسائية، ومباركة النساء في تاريخ الكنيسة المبكر، وحركة حق المرأة في التصويت في غرب الولايات المتحدة.

## لمحة تاريخية

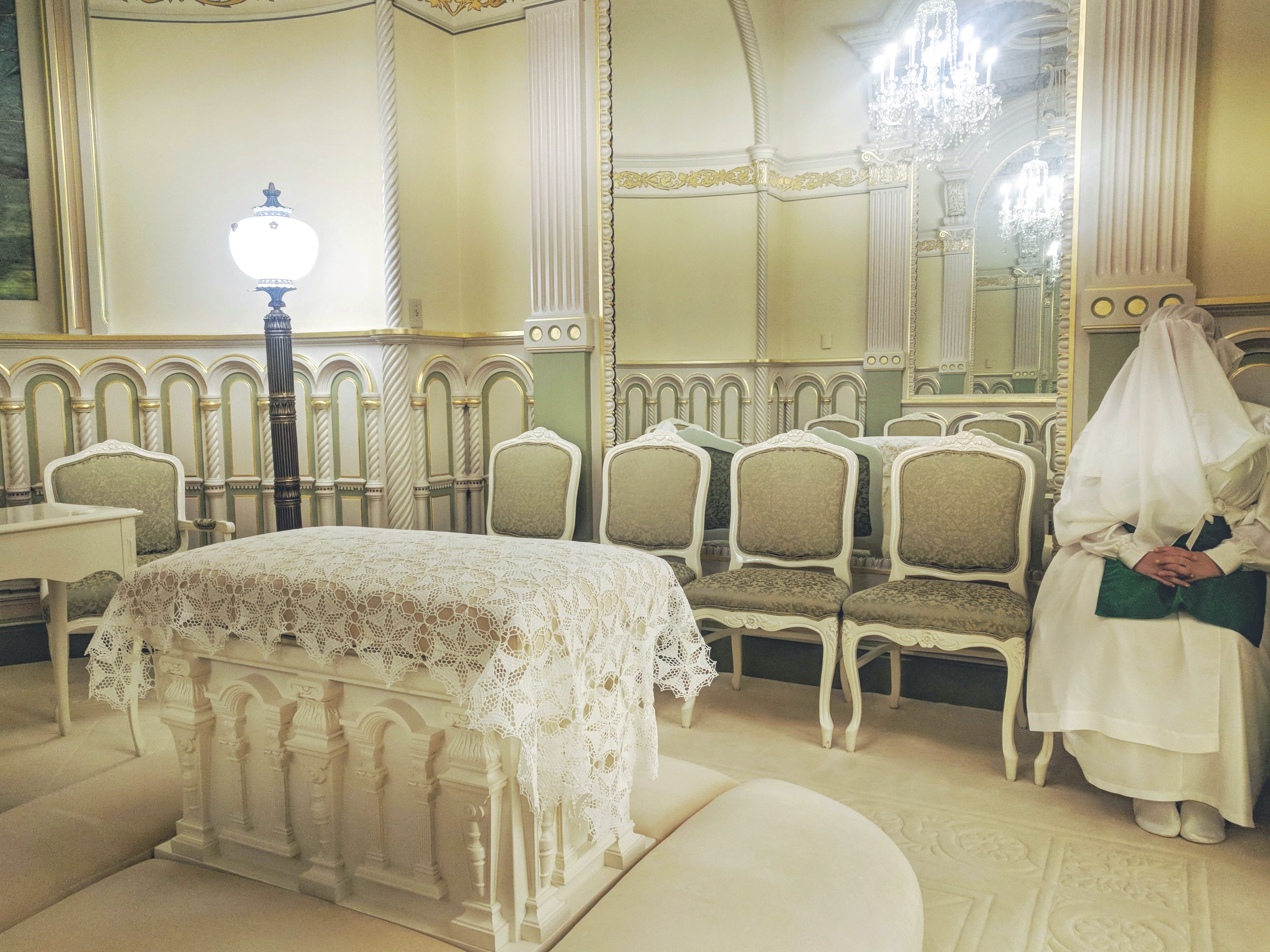
امرأة ترتدي زي معبد المورمون ومراسم الختم للنساء تجلس بالقرب من المذبح في غرفة الختم في الغرفة السماوية لمعبد سولت ليك.

### الموجة الأولى
احتضنت الموجة الأولى من النسوية المورمونية العديد من أفكار النسوية الليبرالية التي كانت نتاج عصر التنوير، أي سلطة العقل الفردي والمساواة الجندرية الاهتمامات العقلانية/ القانونية مثل الحق في التصويت. في التاريخ المبكر لكنيسة يسوع المسيح لقديسي الأيام الأخيرة، ظهرت التأكيدات النسوية المبكرة في أربعينيات القرن التاسع عشر مع تأسيس جمعية الإغاثة النسائية في ناوفو، إلينوي، مع إيما هيل سميث بصفتها أول رئيسة لها. روجت إليزا ر. سنو لفكرة الأم السماوية والمكانة المتساوية للنساء. أدرجت النساء لأول مرة في حلقات صلاة المورمون في 28 سبتمبر 1843. نُشرت دورية نصير المرأة من عام 1872 حتى عام 1914 في مدينة سالت ليك وكان الغرض منها رفع مستوى النساء في كنيسة يسوع المسيح لقديسي الأيام الأخيرة وتقويتهن وتثقيف أولئك الذين لا ينتمون إلى الإيمان المورموني بشأن نساء المورمونية. مع بعض المساعدة من جمعية الإغاثة، كان إقليم يوتا في طليعة المناصرة لحق المرأة في التصويت؛ في عام 1870، أصبحت يوتا إحدى أوائل الولايات أو الأقاليم في الاتحاد التي تمنح النساء حق التصويت، على الرغم من أن الحكومة الفيدرالية أزالت حق الانتخاب من النساء في عام 1887 عبر قانون إدموندز تاكر. لاحظت عالمة الاجتماع لورا فانس أن منشورات جمعية الإغاثة في أوائل القرن العشرين عززت الأفكار والمثل العليا التي كانت متوافقة مع النسوية المعاصرة.

### الموجة الثانية
اقترحت إستر بيترسون، وهي امرأة مورمونية كانت مديرة مكتب المرأة في الولايات المتحدة، فكرة اللجنة الرئاسية لوضع المرأة في عام 1960، وتحولت لقانون لاحقًا عام 1961.
بعد دمج مجلة جمعية الإغاثة في ذا إنسان عام 1970، بدأ إصدار منشور مستقل يطلق على نفسه النصير 2 عام 1974 من قبل العديد من نساء منطقة كامبريدج، ماساتشوستس، بما في ذلك كلوديا بوشمان ولوريل تاتشر أولريش وجودي دوشكو وسوزان باكسمان (لاحقًا بوث-فوربس). ركزت المجلة على تجارب نساء المورمون من منظور نسوي. ومع ذلك، في سبعينيات القرن الماضي، عارضت كنيسة يسوع المسيح لقديسي الأيام الأخيرة تعديل الحقوق المتساوية. طلبت كنيسة يسوع المسيح لقديسي الأيام الأخيرة في ولاية يوتا أن تحضر عشر نساء من كل جناح مؤتمر المرأة الدولي السنوي في يوتا عام 1977 لدعم موقف الكنيسة بشأن تعديل الحقوق المتساوية وقضايا المرأة الأخرى. صوّت الحضور البالغ عددهم 14 ألفًا، ومعظمهم من النساء المورمونيات المعينين في أجنحتهن، على المنصات قبل سماع مناقشتهم ورفضوا جميع القرارات الوطنية -حتى تلك التي لم تدافع عن موقف أخلاقي مخالف لموقف كنيسة يسوع المسيح لقديسي الأيام الأخيرة. في عام 1978، شجعت كنيسة يسوع المسيح لقديسي الأيام الأخيرة تسعة آلاف عضوة في لاس فيغاس الكبرى، نيفادا، للطواف في أحيائهن حاملات منشورات مناهضة لتعديل الحقوق المتساوية وتشجيع جميع الأعضاء على التصويت. لم تصدق نيفادا على التعديل. قاتلت سونيا جونسون ضد الكنيسة لدعم تعديل الحقوق المتساوية وطُردت من الكنيسة؛ زعمت رسالة طرد في ديسمبر 1979 أن جونسون متهمة بمجموعة متنوعة من الأفعال السيئة، بما في ذلك إعاقة برنامج التبشير في جميع أنحاء العالم، وإلحاق الضرر بالبرامج الاجتماعية الداخلية لطائفة المورمون، وتعليم عقيدة كاذبة. في عام 1979 أيضًا، مُنع منتدى أليس رينولدز من مناقشة التعديل في غرفة قراءة أليس رينولدز في جامعة بريغهام يونغ؛ وجد النادي بعد ذلك مكانًا مختلفًا للقاء.